# ناحیه گهوتکی
ناحیه گهوتکی (به انگلیسی: Ghotki District) یکی از ناحیه‌های پاکستان در پاکستان است که در ایالت سند واقع شده‌است. ناحیه گهوتکی ۶٬۰۸۳ کیلومتر مربع مساحت و ۱٬۶۴۶٬۳۱۸ نفر جمعیت دارد.